# Ixnay on the Hombre
Ixnay on the Hombre è il quarto album in studio del gruppo musicale statunitense The Offspring, pubblicato il 4 febbraio 1997 dalla Columbia Records negli Stati Uniti e nel resto del mondo, e dalla Epitaph Records in Europa.
Ha raggiunto la posizione numero 9 nella Billboard 200.
La traccia Disclaimer è un discorso di Jello Biafra. Nella tracce nascoste Cocktail e Kiss My Ass non vi è musica ma esclusivamente parole.

## Tracce
Testi e musiche degli Offspring (eccetto dove indicato).
1. Disclaimer – 0:45
2. The Meaning of Life – 2:56
3. Mota – 2:57
4. Me & My Old Lady – 4:33
5. Cool to Hate – 2:47
6. Leave It Behind – 1:58
7. Gone Away – 4:28
8. I Choose – 3:54
9. Intermission – 0:48 (Irving Caesar, Vincent Youmans, Dexter Holland)
10. All I Want – 1:54
11. Way Down the Line – 2:36
12. Don't Pick It Up – 1:53
13. Amazed – 4:25
14. Change the World – 6:21 – dopo 1:30 minuti dal termine del brano (4:46-6:16) inizia la traccia fantasma Kiss My Ass

### Tracce fantasma
- Kiss My Ass – 0:05 (CD) – Dove per l'esattezza l'attore Calvert DeForest pronuncia la frase: "I think you guys should try heavy metal, kiss my ass! Ah ah ah!" (Ragazzi, penso che dovreste provare l'heavy metal, baciatemi il culo! Ah ah ah!)[20]
- Cocktail – 0:45 (vinile)

## Formazione
Gruppo
- Dexter Holland - voce, chitarra
- Greg K - basso, cori
- Noodles - chitarra, cori
- Ron Welty - batteria

Altri musicisti
- Chris "X-13" Higgins - cori in Mota[21], I Choose e Gone Away[22], percussioni in I Choose
- Biafra - spoken word in Disclaimer
- John Mayer - voce in Intermission
- Calvert DeForest - spoken word in Kiss My Ass
- Jason "Blackball" McLean - voce aggiuntiva in Mota
- Paulinho da Costa - percussioni aggiuntive
- Davey Havok (citato come Davey Havoc) - cori

## Classifiche
| Classifica (1997) | Posizione massima |
| ----------------- | ----------------- |
| Australia         | 2                 |
| Austria           | 3                 |
| Belgio (Fiandre)  | 19                |
| Belgio (Vallonia) | 8                 |
| Canada            | 3                 |
| Finlandia         | 2                 |
| Francia           | 3                 |
| Germania          | 15                |
| Italia            | 20                |
| Norvegia          | 9                 |
| Nuova Zelanda     | 2                 |
| Paesi Bassi       | 8                 |
| Regno Unito       | 17                |
| Stati Uniti       | 9                 |
| Svezia            | 4                 |
| Svizzera          | 10                |